# Stadion KS Bielawianka
Stadion Klubu Sportowego „Bielawianka” – stadion sportowy w mieście Bielawa, województwo dolnośląskie. Domowe mecze rozgrywają tu piłkarze miejscowej drużyny Bielawianka Bielawa.